# پیترو مارینو
پیترو مارینو (انگلیسی: Pietro Marino؛ زادهٔ ۲۱ نوامبر ۱۹۸۶) بازیکن فوتبال اهل ایتالیا است.
از باشگاه‌هایی که در آن بازی کرده‌است می‌توان به باشگاه فوتبال رجینا، باشگاه فوتبال کوزنتسا کالچو، و باشگاه فوتبال والتا اشاره کرد.